# Операција Алфа '91
Акција Алфа је хрватска војна акција у оквиру другог дела офанзиве Операција Оркан '91. која је вођена зими 1991. године. Операција је трајала од 26. до 29. децембра 1991. са циљем осигурања територије источније и јужније од Пакраца и продором ка Окучанима, али се завршила неуспехом након јаке противофанзиве ЈНА и тенковско-артиљеријске подршке.

## Позадина
Предходили су бројни хрватски успеси у западној Славонији, укључујући ослобађање села попут Граховљана (24–25. децембар) и Буџа (26. децембар), што је омогућило улазак у припремни положај за акцију Алфа.

## Само извођење

### 26–27. децембар 1991.
Тог јутра група од 36 хрватских добровољаца предвођених Марјаном Кулхавијем – „Фоком“ и Стјепаном Ходаком започела је продор кроз Пакрачке винограде и банализовала две читаве улице без пружања отпора. На једној позицији изгубили су Жељка Шкрлина у жестокој размени ватре.

### 28. децембар 1991.
Око 2 ч тенкови и артиљерија ЈНА нападају положаје у Шеовици и Гавриници. У наставку, снажан противнапад имао је за последицу прекид левог крила хрватских снага и повлачење током дана након јаке ватрене подршке ЈНА.

### 29. децембар 1991.
Хрватске снаге покушавају поново заузети Пакрачке винограде, али су и ови покушаји узвраћени, и коначни повратак на полазне линије означио је крај операције.

## Последице
Хрватски губици: 35 погинулих и 62 рањена; међу њима 7 погинулих и 38 рањених из 3. чете. Организован и добро подржан напад ЈНА са тенковима и артиљеријом спречио је продор ка Окучанима. Са ступањем на снагу Сарајевског примирја 3. јануара 1992. операције су прекинуте до Бљеска 1995, када је цела западна Славонија враћена под контролу хрватских власти.

## Видети
- Операција Оркан '91.
- Битка за Пакрац
- Покољ у Кусоњама
- Операција Бљесак